# Mariusz Bojemski
Mariusz Bojemski (ur. ok. 1876, zm. 21 lipca 1912 w Rakowie) – polski inżynier.

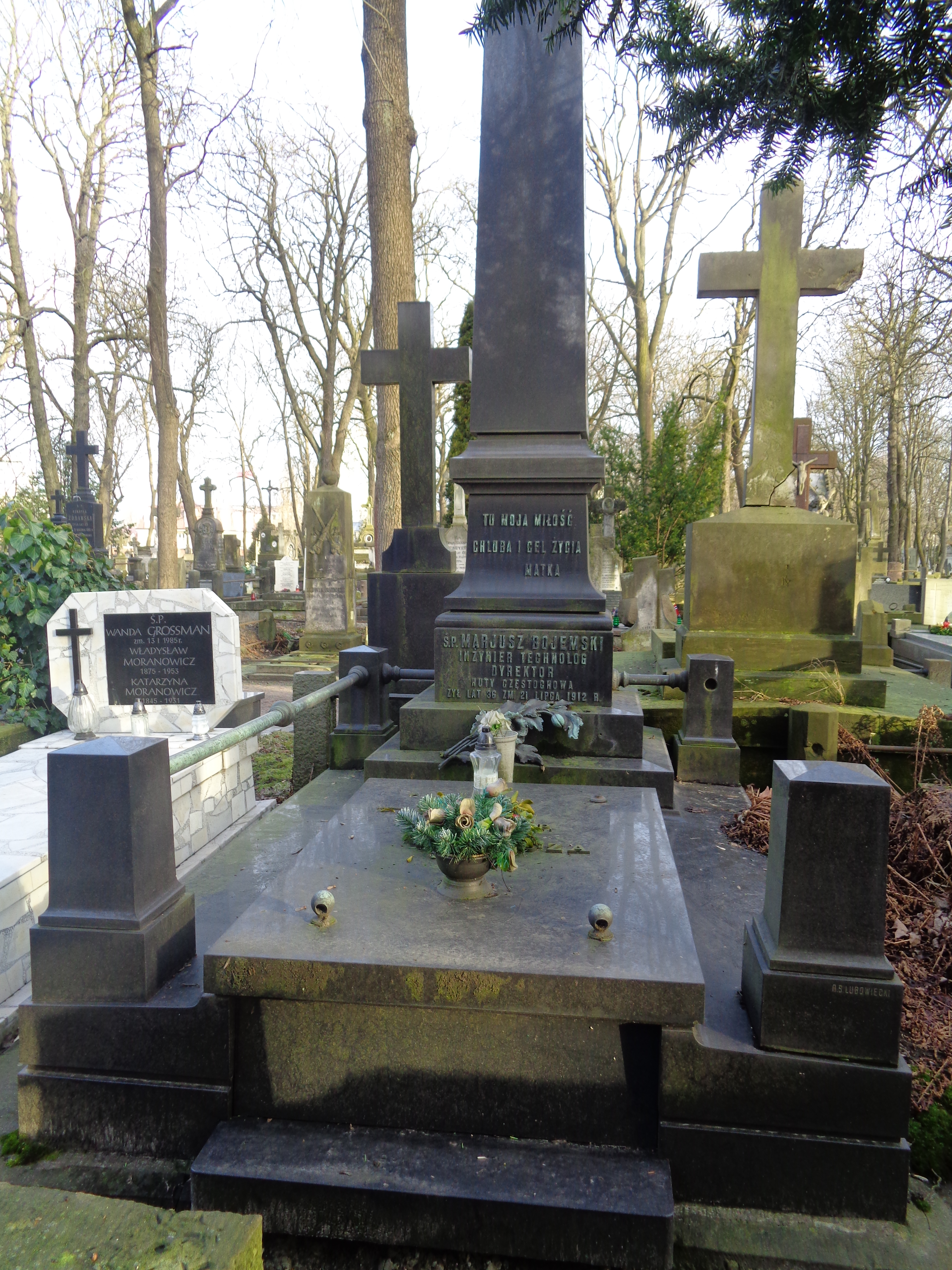
Grób Mariusz Bojemskiego

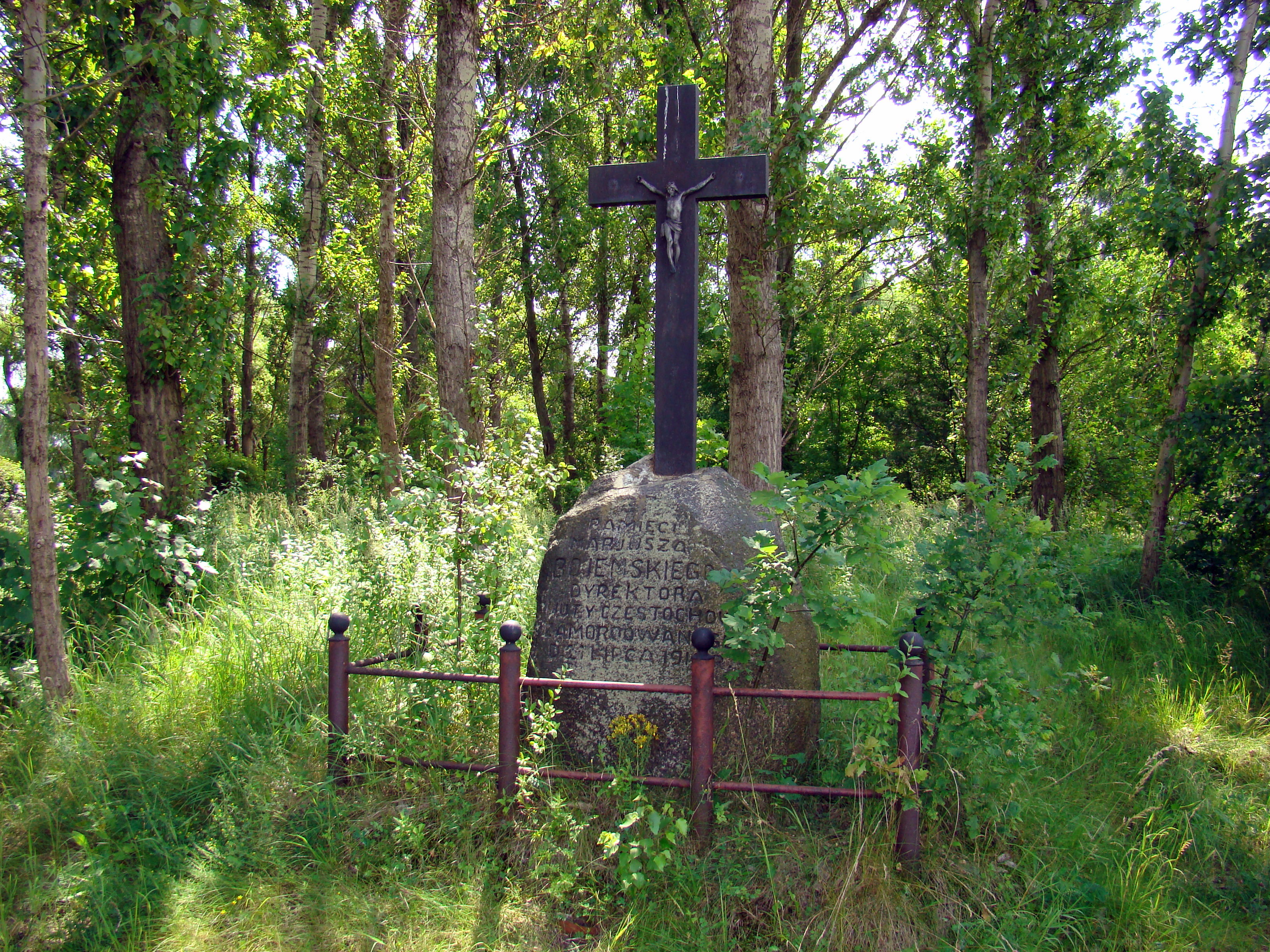
Pomnik w miejscu zamachu

## Życiorys
W 1899 roku ukończył studia w Instytucie Technologicznym w Petersburgu. Jako sympatyk PPS został w 1906 roku aresztowany przez władze rosyjskie. Pracował w Hucie „Częstochowa”, w latach 1906−1908 pełnił funkcję głównego inżyniera, a następnie do 1912 roku dyrektora technicznego huty. Wobec groźby jej bankructwa na skutek ustępstw finansowych wobec strajkujących robotników, opracował projekt modernizacji stalowni i walcowni, który przeprowadził w ciągu dwóch lat. Modernizacja zakładu i porozumienie z załogą pozwoliły mu umocnić kondycję przedsiębiorstwa. W 1910 roku huta nie zanotowała strat, a w kolejnym roku osiągnęła zysk.
Oprócz pracy zawodowej udzielał się społecznie, był członkiem zarządu Resursy i Stowarzyszenia Spożywczego w Rakowie, w 1906 roku wstąpił do Towarzystwa Szerzenia Wiedzy w Częstochowie oraz jego rakowskiej filii, a w 1908 roku został także prezesem rakowskiej ochotniczej straży pożarnej.
Zmarł 21 lipca 1912 roku wskutek zamachu. Wracający z konnej wycieczki Bojemski został na Bugaju zaatakowany przez trzech ukrywających się w zbożu napastników z Grupy Rewolucjonistów Mścicieli: Mikołaja Paska, Stanisława Donela oraz Józefa Kozioła. Oddali oni kilkanaście strzałów z rewolwerów. Pięciokrotnie trafiony, ciężko ranny Bojemski został przewieziony do zakładowego szpitala, gdzie zmarł tego samego dnia. Pochowany w kwaterze 33 na cmentarzu na Powązkach (rząd 2, grób 20/21). W pogrzebie uczestniczyło kilka tysięcy osób, w tym delegacja robotników z częstochowskiej huty.

## Upamiętnienie
Na miejscu śmierci Bojemskiego ustawiono 21 lipca 1912 pomnik w formie kamienia z osadzonym na nim krzyżem, który powstał z inicjatywy jego matki. Kamień podarował miejscowy zakład kamieniarski, a krzyż wykonano w częstochowskiej hucie. 1 grudnia tego samego roku odbyła się uroczystość poświęcenia krzyża. W 2014 został patronem jednej z bezimiennych dotychczas ulic w rejonie częstochowskiej huty.